# 1322 w polityce

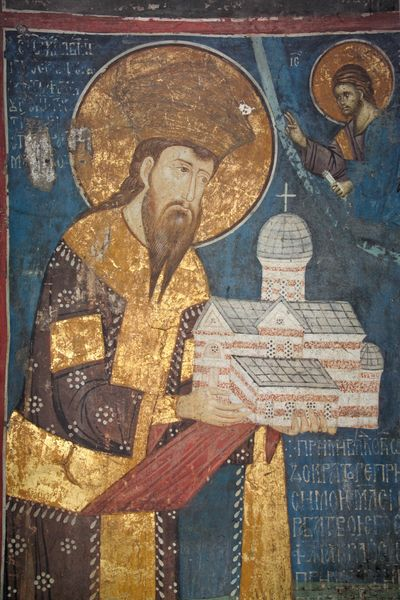
Stefan Urosz III Deczański

Wydarzenia polityczne w 1322 roku.

## Wydarzenia
- Stefan Urosz III Deczański[1] zostaje koronowany na króla Serbii[2].
- 28 września Bitwa pod Mühldorf[3][4][5].
- Początek panowania Karola IV we Francji (do 1328)[5][6].

## Urodzili się
- Joanna, księżna Brabancji[7].

## Zmarli
- 3 stycznia Filip V Wysoki, król Francji[8].
- 9 lutego Filip III z Falkensteinu, hrabia[9].
- 8 kwietnia Małgorzata czeska, księżna brzesko-legnicka[10], córka króla Czech i Polski Wacława II.
- 10 września Maria cypryjska, królowa Aragonii.